# Iris oxypetala
Iris oxypetala är en irisväxtart som beskrevs av Aleksandr Andrejevitj Bunge. Iris oxypetala ingår i släktet irisar, och familjen irisväxter. Inga underarter finns listade i Catalogue of Life.